# Cortijo de Gambogaz
El cortijo de Gambogaz es una finca agrícola histórica ubicada en el municipio de Camas, provincia de Sevilla, España. 
Su historia está marcada por cambios de propiedad, transformaciones económicas y episodios controvertidos durante la Guerra Civil Española. Hoy en día, el cortijo es objeto de debate debido a su conexión con el general Gonzalo Queipo de Llano y los esfuerzos de asociaciones memorialistas para que pase a ser propiedad pública. La torre del complejo fue declarada bien de interés cultural el 29 de junio de 1985.

## Descripción
Gambogaz ocupa un privilegiado emplazamiento, en el pago homónimo entre Camas y el casco histórico de Sevilla, del que sólo lo separa y a la vez lo une el río Guadalquivir. Esta especial y "urbana" localización, a la que se accede directamente desde Camas, produce un agudo contraste entre el ancestral pasado agrícola que representa su caserío y la centenaria historia de la finca y el presente tecnológico de su entorno inmediato, caracterizado por la presencia del vecino recinto de la Exposición Universal de 1992.
El núcleo del caserío es irregular, configurado por paulatinas agregaciones. Aunque cuenta con restos más antiguos, en gran medida debe su disposición actual a la iniciativa de Ignacio Vázquez y Gutiérrez, que debió adaptarlo a su moderno concepto de la agricultura. Se articula en torno a dos grandes sectores sucesivos, de señorío y labor, distribuidos en torno a sendos patios, con todo el conjunto rodeado de una alta tapia, de claro carácter defensivo. Precisamente esta cuestión, la de la seguridad en el campo, fue una de las preocupaciones que tuvo Vázquez, algo muy propio del siglo XIX español. 
El señorío se distribuye en la actualidad en dos espacios que configuran el primer ámbito del caserío, contando con una monumental portada rematada por espadaña. Así, a la izquierda se encuentra la vivienda señorial y la almazara, mientras que a la derecha se hallan las dependencias del casero y la administración. El señorío, rodeado por un amplio jardín, es de tres alturas, en parte acabadas por terrazas y rematado por un amplísimo mirador. De la almazara destaca la torre de contrapeso, de planta rectangular con terminación de chapitel coronado por tres almenas, muy semejante al de una vieja almazara en ruinas que sobrevive en el barrio bajo de San Juan de Aznalfarache. 
Junto al jardín aún se conserva la vieja solera del molino de Gambogaz, así como numerosas tinajas de la bodega de aceite. La otra mitad de este ámbito es de menor importancia arquitectónica, pero su función administrativa le da un gran relieve, siendo en este lugar donde se pagaba a los trabajadores, que llegaron a sumar más de 50 familias. 
El patio de labor, que se encuentra tras el ámbito de la almazara y el señorío, es mucho más sencillo y se encuentra notablemente transformado. En la actualidad estos dos sectores están radicalmente separados al corresponder a propiedades distintas. La zona de labor cuenta con su propio acceso al campo y con diversas dependencias como una vaquería, la vivienda del capataz, el almacén de productos químicos, así como un moderno silo de uralita junto a otro más antiguo de dos alturas. En torno a este núcleo del caserío se disponen numerosas y variadas edificaciones, como dos complejas zahúrdas o una pequeña casa de máquinas.
La variedad de dependencias no hace más que evidenciar la multifuncionalidad de la explotación, que además de olivarera y cerealista tuvo una importante presencia ganadera, especialmente vacuna y porcina. 
En las labores más sencillas de su actividad ganadera comenzó a trabajar muy niño el que luego se convertiría en uno de los grandes toreros del siglo XX, Curro Romero.

## Historia
El cortijo de Gambogaz tiene sus orígenes en la Edad Media, cuando era una alquería musulmana. Reflejada en el Repartimiento de Sevilla, en el que se dice que tenía 200 aranzadas y 10000 pies de olivar e higueral. Formó en un primer momento parte del enorme patrimonio del cabildo de la catedral de Sevilla, pasando en el siglo XV a manos del vecino monasterio de la Cartuja de Sevilla, que contaba con numerosas e importantes propiedades agrícolas. En ese momento Gambogaz tenía, además de las 200 aranzadas referidas, otras 100 procedentes de 15 hazas situadas también en Camas, contando entre todas tanto con olivar, como cereal y viña. Fue gracias a la decidida política de concentración de fincas llevada a cabo por la Orden de San Bruno como la finca adquirió su gran entidad, que se mantuvo inalterada hasta que fue desamortizada en el siglo XIX. 
En el momento de su desamortización la finca estaba dedicada mayoritariamente al cereal, contando, no obstante, con una considerable superficie de olivar. Fue comprada en 1851 para Antonio de Orleans, duque de Montpensier, por Manuela Gutiérrez. No obstante, pasó de inmediato al hijo de esta última, Ignacio Vázquez y Gutiérrez, contando entonces con 525 ha. La figura de Ignacio Vázquez fue clave en el entendimiento de la burguesía agrícola sevillana y, en general, de la modernización del campo andaluz en el siglo XIX. Este personaje, abogado y alcalde de Sevilla en 1840, fue en su época el mayor contribuyente de la ciudad, sólo superado por el duque de Osuna. Los diferentes procesos de desamortización de su época le permitieron levantar un verdadero imperio agrícola a lo largo del Guadalquivir, que llegó a estar formado por 118 fincas, las cuales sumaban más de 6000 ha. El epicentro desde el que se dirigía este patrimonio fue precisamente Gambogaz.
Ignacio Vázquez renovó por completo el viejo concepto del gran propietario andaluz, rentista y absentista, dirigiendo sus numerosas explotaciones directamente. Pionero de la agricultura contemporánea, fue fundador y presidente del sevillano Círculo de Labradores y Ganaderos y el primero en importar utillaje para la mecanización de las labores agrícolas, empleando locomóviles o trilladoras importados desde Inglaterra, haciendo incluso demostraciones públicas del mismo en Gambogaz. También fue pionero en la aplicación de innovadoras técnicas agrícolas, llegando incluso a planear la creación de una Escuela de Agricultura, con sede en esta finca.
Vázquez para, una vez desaparecidos los mayorazgos, mantener su patrimonio territorial unido, redactó un minucioso testamento de más de mil páginas en el que Gambogaz fue dividido en tres partes: las tierras oleícolas, casi 100 ha, pasaron a su viuda, configurándose así una hacienda a la que se le denomina de la Candelaria por el nombre de su propietaria, Candelaria Rodríguez Vázquez; el hijo pequeño, José Vázquez, recibió las mejores tierras cerealistas, el cortijo por excelencia, que mantuvo su secular denominación de Gambogaz y, por último, la hija soltera, Manuela Vázquez, recibió la residual haza de la Cruz.

### Propiedad del cortijo a partir de la Guerra Civil Española
La viuda de José Vázquez, María Lastra, vendió el 86 % de la propiedad a Manuel Camacho Naveda el 26 de julio de 1936, apenas unos días después del golpe de Estado en España de 1936. Camacho era un ganadero y hombre de negocios afincado en la provincia de Cádiz, donde ejercía como representante comercial de General Motors. Para costear la compra de Gambogaz, solicitó una hipoteca de 750 000 pesetas al Banco de España y avaló la operación con una finca propiedad de su esposa situada en Morón de la Frontera. Camacho fue detenido en Gibraltar en febrero de 1937 acusado de tráfico de divisas por las autoridades sublevadas, por lo que fue encarcelado hasta junio de ese mismo año.
El 24 de diciembre de 1937 se produce un nuevo cambio de propiedad, que asociaciones en favor de la recuperación de la memoria histórica consideran un "fraude" y "expolio" por parte de Gonzalo Queipo de Llano, general golpista que desde Sevilla ejercía el control sobre la mayor parte del occidente de Andalucía desde los primeros días del inicio de la guerra civil española. Tras una colecta pública de fondos realizada en la ciudad hispalense como "regalo a su libertador", Queipo de Llano habría empleado dicho dinero en adquirir y escriturar la compraventa del cortijo por 1 500 000 pesetas al mismo tiempo que constituía la Fundación Benéfica Social Agraria Gonzalo Queipo de Llano, nueva propietaria de la finca. Sin embargo, las asociaciones memoralistas indican que no consta qué cantidad recaudó la colecta, tampoco figura ninguna escritura pública referente a la cancelación de la hipoteca sobre la propiedad ni ningún registro contable en el Banco de España que confirme que la misma fuese abonada por Queipo de Llano o su fundación. Los herederos de Camacho Naveda afirman que su ancestro no estuvo presente en el acto de compraventa, que no recibió pago alguno (y hubo, además, de realizar una donación voluntaria a la fundación de 150 000 pesetas) y que la compraventa en sí misma fue un acto de coacción a cambio de que Camacho Naveda pudiera conservar su vida.
El otro 14 % de la propiedad sobre Gambogaz estaba aún en manos de la familia Vázquez. En este caso, los herederos indican que Queipo de Llano se presentó en la casa familiar y les amenazó con que, si no vendían, uno de los hermanos Vázquez, que estaba en la guerra, pasaría a la primera línea del frente, lo que en la práctica suponía una condena a muerte. La compraventa se escrituró por valor de 25 000 pesetas, que los herederos indican que la familia no recibió.
En octubre de 1943, la Fundación Benéfica Social Agraria Gonzalo Queipo de Llano transmitió la propiedad de la totalidad de la finca al propio Gonzalo Queipo de Llano, integrándose en su patrimonio personal. La familia Queipo de Llano defiende que el cambio de titularidad se produjo a cambio de la compra de otras fincas situadas en Isla Mayor y más aptas para la agricultura del arroz, un cultivo que aportaba más rendimiento, en línea con el fin perseguido por la fundación. No obstante, la falta de cooperación de los beneficiarios de la actividad proagrícola de la fundación, llevó a que esta cambiara su objeto social a "amparar y proteger a la infancia desvalida" y renombrarse como Fundación Pro Infancia Gonzalo Queipo de Llano.
Desde el final de la guerra civil, el cortijo habría sido lugar de trabajos forzados de prisioneros del nuevo régimen franquista. Queipo de Llano falleció en Gambogaz el 9 de marzo de 1951.

### Situación actual
El cortijo de Gambogaz sigue siendo propiedad de los herederos de Queipo de Llano, pese a que en el Registro de la Propiedad como propietario a fecha de 2019 seguía constando Ignacio Vázquez y Gutiérrez, según las escrituras de compra de 1858. Sin embargo, asociaciones memorialistas y el Ayuntamiento de Camas han impulsado esfuerzos para que la finca sea declarada Lugar de la Memoria Histórica y pase a ser propiedad pública. Estos grupos argumentan que la adquisición de la finca fue irregular y que su historia como lugar de trabajo forzado debe ser reconocida y preservada, para lo que solicitan la intervención del Estado, la aplicación de la Ley de Memoria Histórica y que el cortijo pase a ser de propiedad pública.